# Silnice II/408
Silnice II/408 je česká silnice II. třídy na jihozápadní Moravě. Vede kraji Jihočeským, Vysočinou a Jihomoravským a je dlouhá téměř 100 km. Patří mezi páteřní spojnice v okrese Znojmo a propojuje Znojemsko s městy Jemnice a Dačice.

## Trasa

### Jihočeský kraj

#### Okres Jindřichův Hradec
- odbočení z II/409 u Horních Němčic
- Brandlín
- Velká Lhota
- Řečice
- odbočka Lipová
- odbočka Kostelní Vydří
- Dačice (křížení a krátká peáž s II/151 a II/406)
- odbočka Chlumec
- odbočka Ostojkovice
- odbočka Třebětice

### Kraj Vysočina

#### Okres Třebíč
- Jemnice (křížení a krátká peáž s II/410 a II/152)
- Slavíkovice
- Dobrá Voda
- Hornice
- Dešov (křížení s II/411)
- Černá Blata

### Jihomoravský kraj

#### Okres Znojmo
- odbočka Chvalatice
- Zálesí
- Štítary
- Šumná (začátek peáže II/398)
- Lesná (konec peáže II/398)
- Vracovice
- Milíčovice (obchvat)
- Citonice
- křížení s I/38 u Znojma-Kasárna
- Přímětice (křížení s II/361)
- rozcestí Znojmo/Únanov (kruhový objezd, II/399)
- Kuchařovice
- Suchohrdly (křížení s II/413)
- křížení (kruhový objezd) s I/53
- Dyje
- Tasovice
- Hodonice
- Krhovice
- odbočka Strachotice
- Valtrovice
- Křídlůvky (okraj)
- Hrádek (křížení s II/397)
- Dyjákovice
- Hevlín (napojení na II/415)

## Vodstvo na trase
U Brandlína vede podél rybníka Chytrov, u Velké Lhoty přes Volfířovský potok, u Řečice přes Řečický potok a podél Velkého řečického rybníka, v Dačicích přes Moravskou Dyji, v Jemnici přes Želetavku, na okraji Dobré Vody přes Rakovec, u Hornic přes Bihanku, u Valtrovic, Křídlůvek a Dyjákovic přes kanál Krhovice-Hevlín.